# Такего (округ Саффолк, Нью-Йорк)
Такего (англ. Tuckahoe) — переписна місцевість (CDP) в США, в окрузі Саффолк штату Нью-Йорк. Населення — 1505 осіб (2020).

## Географія
Такего розташоване за координатами 40°54′13″ пн. ш. 72°26′8″ зх. д. / 40.90361° пн. ш. 72.43556° зх. д. (40.903533, -72.435547).  За даними Бюро перепису населення США в 2010 році переписна місцевість мала площу 11,91 км², з яких 10,72 км² — суходіл та 1,19 км² — водойми.

## Демографія
Згідно з переписом 2010 року, у переписній місцевості мешкали 1373 особи в 480 домогосподарствах у складі 326 родин. Густота населення становила 115 осіб/км².  Було 865 помешкань (73/км²).
Расовий склад населення:
| - 78,8 % — білих - 9,6 % — чорних або афроамериканців - 1,3 % — азіатів - 0,5 % — корінних американців - 0,1 % — вихідців з тихоокеанських островів - 6,8 % — осіб інших рас |

До двох чи більше рас належало 2,9 %. Частка іспаномовних становила 26,7 % від усіх жителів.
За віковим діапазоном населення розподілялося таким чином: 24,2 % — особи молодші 18 років, 62,3 % — особи у віці 18—64 років, 13,5 % — особи у віці 65 років та старші. Медіана віку мешканця становила 39,8 року. На 100 осіб жіночої статі у переписній місцевості припадало 101,0 чоловіків;  на 100 жінок у віці від 18 років та старших — 101,0 чоловіків також старших 18 років.
Середній дохід на одне домашнє господарство  становив 125 992 долари США (медіана — 101 484), а середній дохід на одну сім'ю — 130 181 долар (медіана — 100 977). Медіана доходів становила 44 345 доларів для чоловіків та 44 375 доларів для жінок. За межею бідності перебувало 4,7 % осіб, у тому числі 3,5 % дітей у віці до 18 років та 0,0 % осіб у віці 65 років та старших.
Цивільне працевлаштоване населення становило 506 осіб. Основні галузі зайнятості: освіта, охорона здоров'я та соціальна допомога — 35,0 %, науковці, спеціалісти, менеджери — 20,4 %, будівництво — 9,5 %, інформація — 8,3 %.